# Gdańsk Strzyża
Gdańsk Strzyża – przystanek Pomorskiej Kolei Metropolitalnej, leżący w granicach dzielnicy Strzyża i na granicy z Oliwą oraz przy granicy z dzielnicą VII Dwór, na wysokości ok. 30 m n.p.m..

## Ruch pasażerski
| Rok  | Wymiana pasażerska na dobę |
| ---- | -------------------------- |
| 2017 | 500-699                    |
| 2022 | 1 000-1 500                |

W bezpośrednim sąsiedztwie przystanku kolejowego usytuowany jest przystanek tramwajowy Strzyża PKM.

## Historia

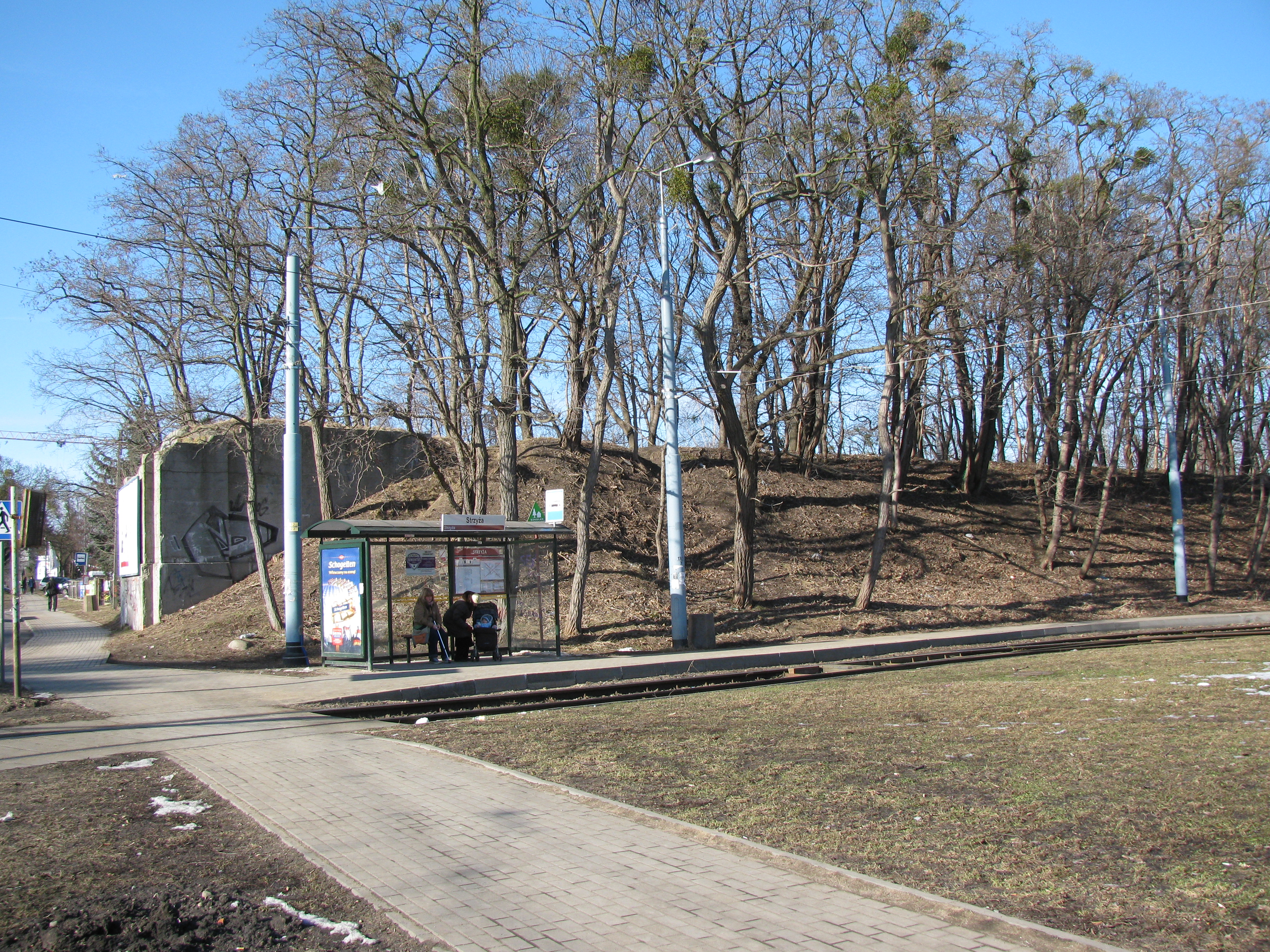
Resztki nieistniejącego wiaduktu, 2011

W okolicach zachodniego krańca obecnego przystanku Gdańsk Strzyża, na ówczesnej linii kolejowej Gdańsk Wrzeszcz – Stara Piła (otwartej w 1914) istniał wiadukt kolejowy nad obecną ul. Wita Stwosza. Został on wysadzony przez Niemców 26 marca 1945, aby spowolnić przemieszczanie się Sowietów. Dodatkową przeszkodą była lokomotywa ustawiona na wiadukcie tuż przed wybuchem. Po zakończeniu wojny oba przyczółki wiaduktu pozostawały przez kilkadziesiąt lat niezagospodarowaną ruiną. Służyły do wieszania bilbordów oraz graficiarzom. Zostały zburzone w 2013 w ramach budowy linii nr 248. Przy przystanku Gdańsk Strzyża została ona zbudowana w śladzie linii Gdańsk Wrzeszcz – Stara Piła.
W trakcie projektowania do 2011 przystanek nosił roboczą nazwę Gdańsk Abrahama, zmienioną później w wyniku plebiscytu na Gdańsk Strzyża.
We wrześniu 2017 pod wiaduktem umieszczono tablicę opisującą historię wiaduktu istniejącego nad ulicą Wita Stwosza w latach 1913–1945.
5 lipca 2019 na 4 filarach estakady, na której znajduje się stacja, odsłonięto mural Kobiety wolności, będący wyrazem hołdu dla bohaterek „Solidarności”.